# Soie (escrime)
Pour les articles homonymes, voir soie (homonymie).
La soie en escrime désigne l'extrémité de la lame à l'opposé de la pointe, qui est recouverte d'une poignée afin d'y placer la main pour la tenir. Sur une lame de sport moderne, son extrémité est filetée, ce qui permet d'y visser le pommeau.
De manière générale, en coutellerie et en taillanderie, la soie est l'extension métallique de la lame qui est fixée dans le manche, généralement en bois ou en matière plastique.
Sur une lame japonaise, la soie est nommée nakago. Elle comporte un trou, le mekugiana, dans lequel passe une goupille en bambou, le mekugi, qui permet de solidariser la lame et la poignée (ou la hampe).